# Símbols de Banyeres de Mariola
L'escut i la bandera de Banyeres de Mariola són els símbols representatius de Banyeres de Mariola, municipi del País Valencià, a la comarca de l'Alcoià.

## Escut heràldic
L'escut oficial de Banyeres de Mariola té el següent blasonament:
| « | Escut quadrilong de punta redona. D'atzur, un castell amb dues torres del seu color, maçonat i aclarit de sable, terrassat de sinople. El castell carregat amb les lletres N F L R. En cap, escussó en cairó amb quatre pals de gules en camper d'or. Al timbre, corona reial oberta. | » |

## Bandera de Banyeres de Mariola
La bandera oficial de Banyeres de Mariola té la següent descripció:
| « | Un rectangle de proporcions 2/3, en camper de gules en el centre del qual figurarà un oval d'atzur. Sobre el camper atzur de l'oval anirà la figura de sant Jordi a cavall. El cavall i les gualdrapes seran d'argent i el cavaller d'or, amb la cara del seu color per dur la visera alçada, el qual amb una llança d'or nafra un drac d'argent lampassat i armat de gules. Per a una major singularitat, la bandera haurà de dur, tant a la dreta com a l'esquerra de l'oval, on és la figura del gloriós sant Jordi, l'escut de Banyeres, flanquejant la figura central. Les dimensions dels escuts hauran de ser la meitat de l'oval. | » |

## Història
La bandera es va rehabilitar per Resolució de 24 de març de 1992, del conseller d'Administració Publica, publicada en el DOGV núm. 1.772, de 29 d'abril de 1992
L'escut es va rehabilitar per Resolució de 15 de novembre de 2002, del conseller de Justícia i Administracions Públiques, publicada en el DOGV núm. 4.399, de 16 de desembre de 2002.
Es tracta de l'escut tradicional de la vila, usat, si més no, des del segle xviii, que representa l'antic castell de Banyeres. Les lletres al·ludeixen al títol de vila noble, fidel, lleial i reial concedit el 1708 per Felip V per haver-se mantingut fidel al bàndol borbònic durant la Guerra de Successió. Els quatre pals són les armes reials.
A l'Arxiu Històric Nacional es conserven dos segells en tinta de Banyeres de 1876, de l'Alcaldia i de l'Ajuntament, amb la següent descripció de l'alcalde Agustín Ribera:
| «                                                                                   | (castellà) Y.S. Acompaño adjunto a V.S. marcados sobre el correspondiente papel los sellos que ha usado y usa el Ayuntamiento Constitucional de esta Villa; cumpliendo con ello lo que V.S. dispone en su Circular número 205 del dia dos del presente més. Debo advertir que los emblemas figurados con dos torres y murallas, fueron concédidos por S.M. el Rey Don Carlos cuarto, por la constancia y defensa que hizo este vecindario en favor de las instituciones de dicho Monarca, cuando las guerras de sucesión é independencia siendo las iniciales que en las murallas se estampan, de N, F, L, R símbolos de Noble, Fiel, Leal, Real. Lo digo a V.S. en cumplimiento á la citada Circular. | (català) I.S. Acompanye adjunt a V.S., marcats sobre el corresponent paper, els segells que ha usat i usa l'Ajuntament Constitucional d'aquesta Vila; complint així el que V.S. disposà en la seua Circular número 205 del dia segon d'aquest més. He d'advertir que els emblemes figurats amb dues torres i muralles, van ser concedits per S.M. el Rei en Carles IV, per la constància i defensa que va fer aquest veïnat a favor de les institucions de l'esmentat monarca, quan les guerres de successió i independència sent les inicials que en les muralles s'estampen, de N, F, L, R símbols de Noble, Fidel, Lleial, Reial. Ho dic a V.S. en compliment de l'esmentada Circular. | » |
| — Bañeras, 13 Septiembre 1879. El Alcalde. Agustin Ribera (Arxiu Històric Nacional) | | |   |